# Laura Löwenhielm
Laura Löwenhielm, född 2 oktober 1862 i Kristinehamns församling, Värmlands län, död 31 juli 1948 i Danmarks församling, Uppsala län, var en svensk pedagog och bibliotekarie, dotter till Severin Löwenhielm. Hon tillhörde Sveriges första kvinnliga bibliotekarier.
Löwenhielm utexaminerades 1882 från Högre lärarinneseminariet och företog därefter studieresor till Frankrike, Danmark, Tyskland och Nederländerna. Hon var i fem år lärare vid flickskolor i landsorten, 1891–1909 vid Brummerska skolan i Stockholm och 1892–1914 bibliotekarie vid Pedagogiska biblioteket i Stockholm. År 1909 blev hon föreståndare för flick- och samskoleundervisningsbyrån.
Löwenhielm hade ett högt anseende inom pedagogiska kretsar och anses ha haft en stor betydelse inom reformarbetet för småskoleundervisningen. Hon var en av de första svenska kvinnliga bibliotekarierna och anses ha haft en stor betydelse för biblioteksväsendets utveckling i Stockholm kring sekelskiftet 1900. Hon utgav tillsammans med Anna Kruse Vår första läsebok och Vår nya läsebok och tillsammans med Augusta Lithner Lärarinnekalendern (årgång 1–8).

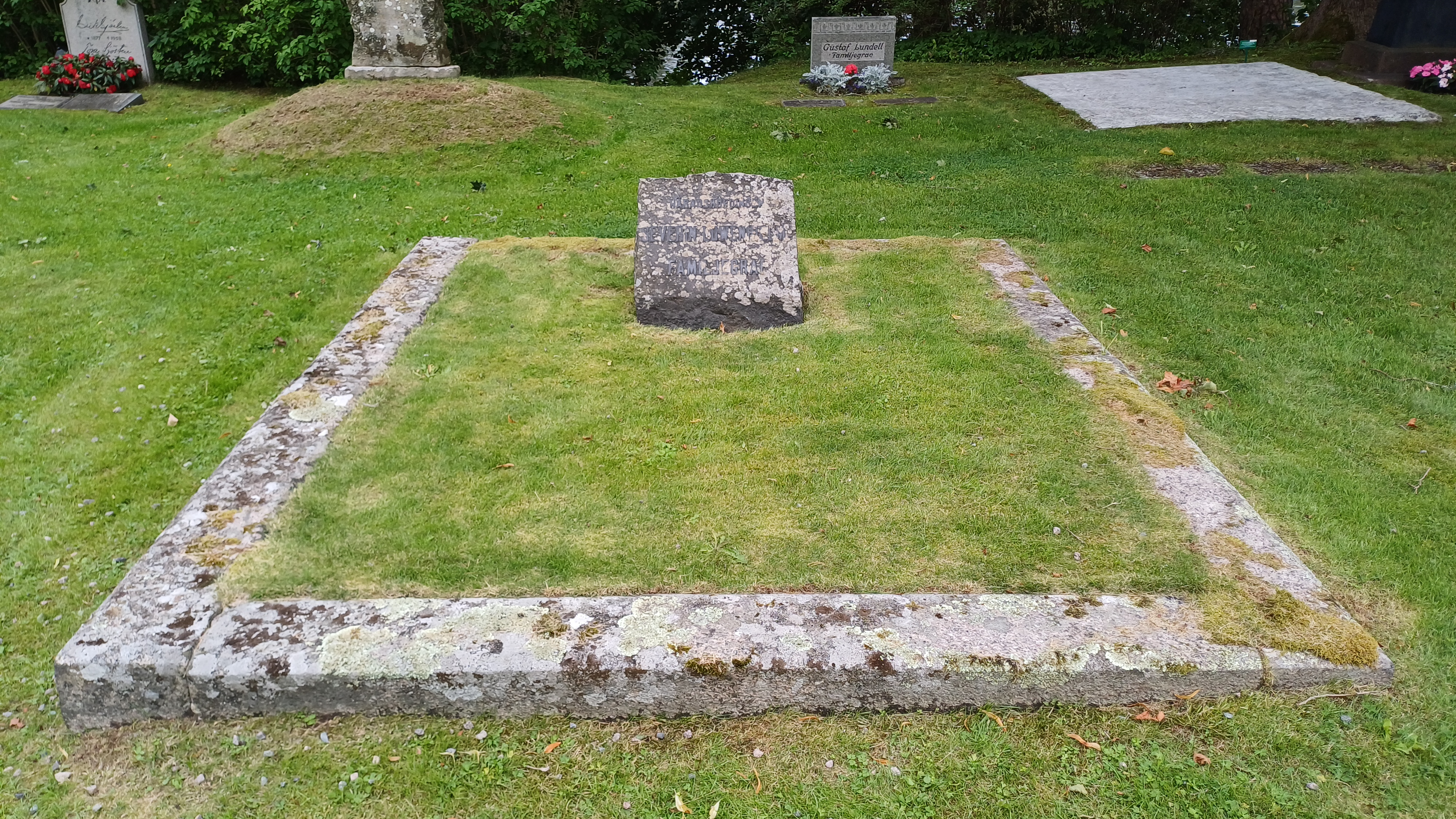
Häradshövdingen Severin Löwenhielms familjegrav

Laura Löwenhielm är begravd på Nysunds kyrkogård i Degerfors kommun.